# Linhares
Linhares – miasto w Brazylii leżące w stanie Espírito Santo.
Obszar miasta liczący 3460,3 km² zamieszkiwało w 2006 roku 135 tys. ludzi.
Linhares założono w 1800 roku.
W mieście rozwinął się przemysł spożywczy, odzieżowy oraz meblarski.